# Doramectin
Doramectin ist ein makrozyklisches Lacton (Makrolid) und Glycosid. Es zählt als Arzneistoff zur Gruppe der Avermectine (Fermentationsprodukt von Streptomyces avermitilis) und ist eng verwandt mit Ivermectin, durch eine zusätzlich Cyclohexyl-Gruppe jedoch länger wirksam. Doramectin wird in der Tiermedizin als Antiparasitikum eingesetzt.

## Chemische Eigenschaften und Pharmakologie
Doramectin ist stark lipophil und in vielen organischen Lösungsmitteln gut, in Wasser dagegen kaum löslich. 
Wie alle Avermectine erhöht es die Membrandurchlässigkeit von Nervenzellen bei Fadenwürmern und die der Nerven- und Muskelzellen bei Gliederfüßern für Chlorid-Ionen (siehe auch Ivermectin). Doramectin wirkt daher als Breitspektrumantiparasitikum und hat sowohl wurmabtötende (vermizide) als insekten- und milbenabtötende Eigenschaften. Gegen Saug- und Bandwürmer ist der Arzneistoff dagegen nicht wirksam.
Doramectin wird zumeist subkutan verabreicht und verteilt sich in allen Geweben, wobei die höchste Konzentration im Fettgewebe auftritt. Bei topischer Anwendung ist die Bioverfügbarkeit deutlich geringer. Die Plasmahalbwertszeit beträgt 10 Tage. Die Ausscheidung erfolgt vor allem durch die Galle und anschließend über den Kot.

## Kontraindikationen
Doramectin ist gut verträglich, nicht kanzerogen oder mutagen. Es kann auch bei trächtigen und Jungtieren angewendet werden. Bei Hunden mit MDR1-Defekt darf das Mittel jedoch nicht angewendet werden.

## Handelsnamen
Dectomax ad us. vet., Dectomax 0,5 % Pour-On-Lösung ad us. vet., Doramec L.A., Doraquest L.A. Oral Gel